# 아터버그 한계
아터버그 한계(영어: Atterberg limits)는 1911년 스웨덴의 알버트 아터버그(Albert Mauritz Atterberg)가 제시한 시험방법에 따라 구할 수 있는 값으로 세립토의 성질을 나타내는 지수로 활용된다.

## 정의
- 일반적으로 점착성이 있는 흙은 함수량의 변화에 따라서 성질이 달라진다. 함수량이 매우 높으면 흙 입자는 수중에 떠있는 상태로 있다가 함수량의 감소에 따라서 점착성이 있는 풀(slurry)의 상태, 소성을 나타내는 상태, 반고체상태, 고체상태로 변화게 된다. 이와같이 점착성 있는 흙의 함수량에 따른 연하고 딱딱한 정도를 흙의 연경도(consistency of soil)이라고 한다.

- 함수량의 변화는 앞에서 언급한 연경도 뿐만 아니라 부피에도 영향을 미친다. 함수량이 매우 높아서 액체인 상태에서는 흙의 부피가 가장 크며, 함수량의 감소에 따라서 소성, 반고체상태로 변화함에 따라서 흙의 부피는 점차 감소한다. 그러다 함수량이 줄어 흙이 고체상태로 되는 경우에는 함수량이 줄어도 부피의 변화는 없게 된다. 이와 같이 함수량이 매우 높은 액체상태의 흙이 건조되어 가면서 거치는 4가지의 상태 즉 액성상태, 소성상태, 반고체상태, 고체상태의 변화하는 한계지점의 함수비를 아터버그 한계라 한다.[1]

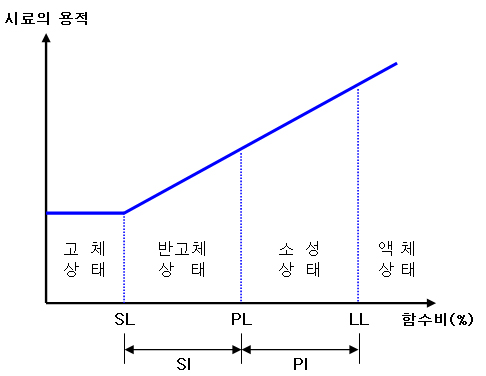
아터버그 한계

- 각 상태마다 흙의 연경도와 거동이 달라지며 따라서 공학적 특성도 마찬가지로 다르게 된다. 상태 사이의 경계(아터버그 한계)는 흙의 거동 변화에 따라서 다음과 같이 결정할 수 있다.

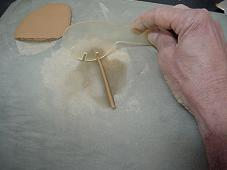
소성한계 시험

액성 한계 시험
- 좌: 홈파기 날 / 우: 황동접시 액성한계 실험기구
- 적절히 물을 첨가한 시료를 편평하게 펴서 넣고 홈파기 날로 홈을 판 다음, 1cm 높이에서 1초에 2회의 비율로 레버를 돌려 황동접시를 반복해서 쳐가며 시료가 1.5cm 붙을 때까지 횟수를 센다.

| 흙의 상태 | 아터버그 한계                                                   | 정의                                                       | 시험법                                                                                          | 시험규정 |
| --------- | --------------------------------------------------------------- | ---------------------------------------------------------- | ----------------------------------------------------------------------------------------------- | --- |
| 액체상태  | 액성한계                                                        | 액체상태와 소성상태의 경계가 되는 함수비(LL, liquid limit) | KS F 2304 액성한계 시험                                                                         | 1cm높이의 황동접시를 1초간 2회의 비율로 25회 떨어뜨렸을 때, 양분된 부분의 흙이 양측으로부터 흘러내려 1.5cm의 길이로 합쳐졌을때의 함수비 |
| 소성상태  | 액성한계                                                        | 액체상태와 소성상태의 경계가 되는 함수비(LL, liquid limit) | KS F 2304 액성한계 시험                                                                         | 1cm높이의 황동접시를 1초간 2회의 비율로 25회 떨어뜨렸을 때, 양분된 부분의 흙이 양측으로부터 흘러내려 1.5cm의 길이로 합쳐졌을때의 함수비 |
| 소성한계  | 소성상태와 반고체상태의 경계가 되는 함수비(PL, plastic limit)   | KS F 2304 소성한계 시험                                    | 흙을 손바닥으로 굴려서 지름 3mm의 줄 모양으로 늘였을 때 막 잘라지려는 상태가 되었을 때의 함수비 | |
| 소성한계  | 소성상태와 반고체상태의 경계가 되는 함수비(PL, plastic limit)   | KS F 2304 소성한계 시험                                    | 흙을 손바닥으로 굴려서 지름 3mm의 줄 모양으로 늘였을 때 막 잘라지려는 상태가 되었을 때의 함수비 | 반고체상태 |
| 수축한계  | 반고체상태와 고체상태의 경계가 되는 함수비(SL, shrinkage limit) | KS F 2305 수축한계 시험                                    | 함수량을 감소시키면 흙의 용적이 줄지 않고, 함수량이 증가하면 흙의 용적이 증가하는 상태의 함수비 | |
| 수축한계  | 반고체상태와 고체상태의 경계가 되는 함수비(SL, shrinkage limit) | KS F 2305 수축한계 시험                                    | 함수량을 감소시키면 흙의 용적이 줄지 않고, 함수량이 증가하면 흙의 용적이 증가하는 상태의 함수비 | 고체상태 |

## 아터버그 한계와 관련된 지수들
- 소성지수 (PI, plasticity index) = LL - PL

액성한계와 소성한계의 차이를 소성지수라 한다. 소성지수는 흙이 소성 상태로 존재할 수 있는 함수비 구간의 크기를 의미하며, 소성지수가 클수록 세립분을 포함하는 소성이 풍부한 흙이라는 것을 의미한다.
- 수축지수, 압축지수[3] (SI, shrinkage index) = PL - SL

소성한계와 수축한계의 차이를 수축지수라 한다. 수축지수가 큰 흙일수록 흙의 팽창성이 크다. 수축지수가 작으면 안정한 흙이다.
- 액성지수 (LI, liquidity index) = {\displaystyle {\frac {\omega -PL}{PI}}}, ( {\displaystyle \omega }는 자연 상태의 함수비 )

액성지수는 자연상태의 흙의 함수비에서 소성한계를 뺀 값을 소성지수로 나눈것이다. 액성지수는 흙의 유동가능성을 나타낸 것으로 0에 가까운 값일수록 흙은 안정한 것으로 볼 수 있다. 자연 상태의 함수비가 액성한계에 가까울수록, 즉 액성지수가 1에 가까울수록 공학적으로 불안정한 흙이다. 또한 액성지수가 1이면 정규압밀점토, 0이면 과압밀 점토가 된다.
- 활성도 (A, activity) = PI / (0.002 mm 보다 가는 입자의 중량백분율(%))

소성지수와 0.002mm보다 가는 입자 함량의 비율이다. 흙의 상태 변화에 필요한 함수비는 입자의 단위중량당 표면적에 따라 달라지게 되는데, 활성도는 흙이 물을 흡수하려는 정도를 나타낸다. 활성도가 크면 지반의 팽창 잠재력이 커진다.

## 참고 문헌
- 장병욱; 전우정; 송창섭; 유찬; 임성훈; 김용성 (2010). 《토질역학》. 구미서관. ISBN 978-89-8225-697-4.
- 임진근; 정대석; 허경한; 이동현 (2015). 〈2〉. 《토목기사 과년도 - 토질 및 기초》. 성안당. ISBN 9788931568110.